# Brief van Lentulus

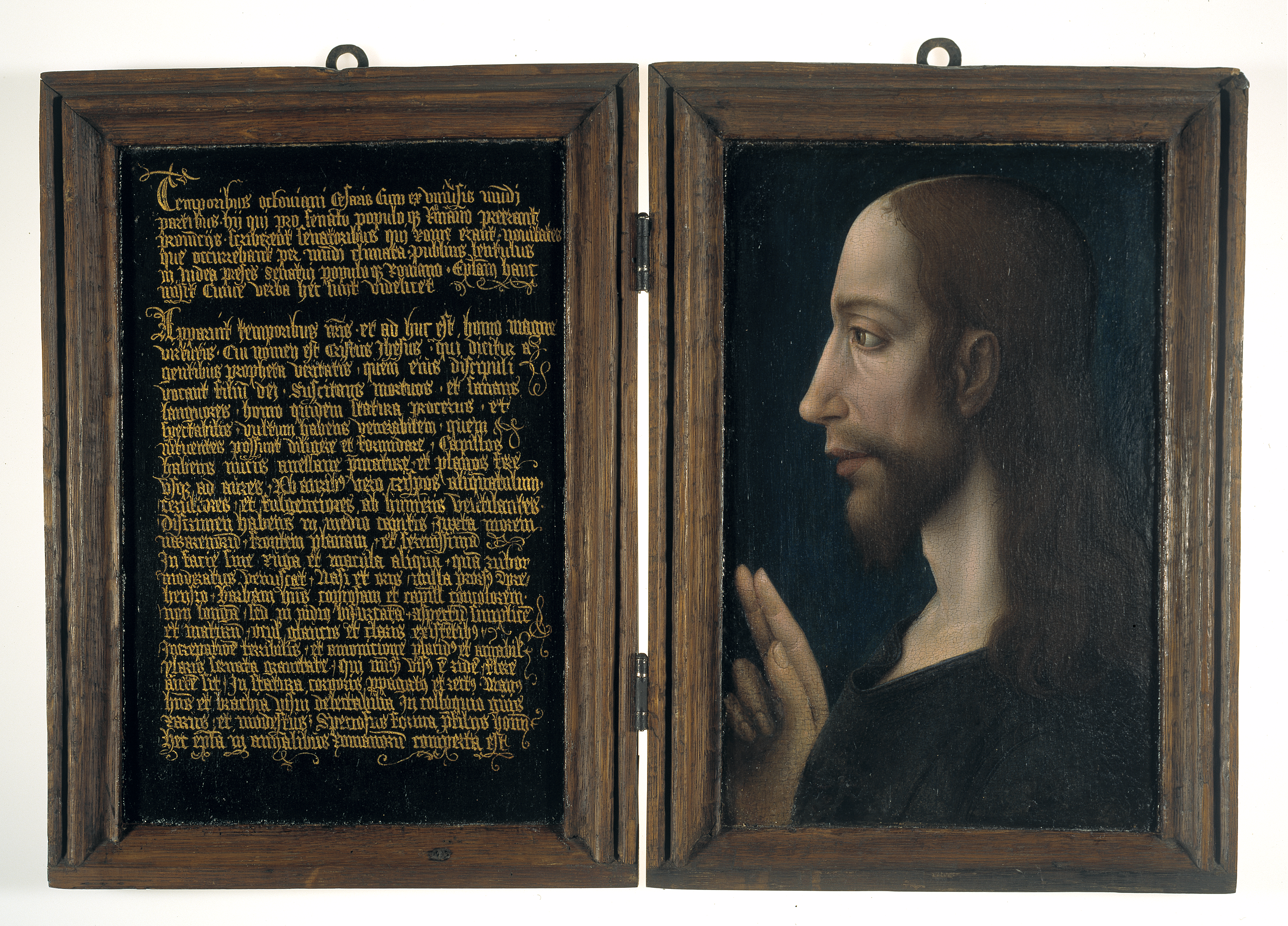
Tweeluik van een anonieme Zuidnederlandse kunstenaar. Eind vijftiende eeuw. Links de tekst van de brief. Rechts een afbeelding van Jezus

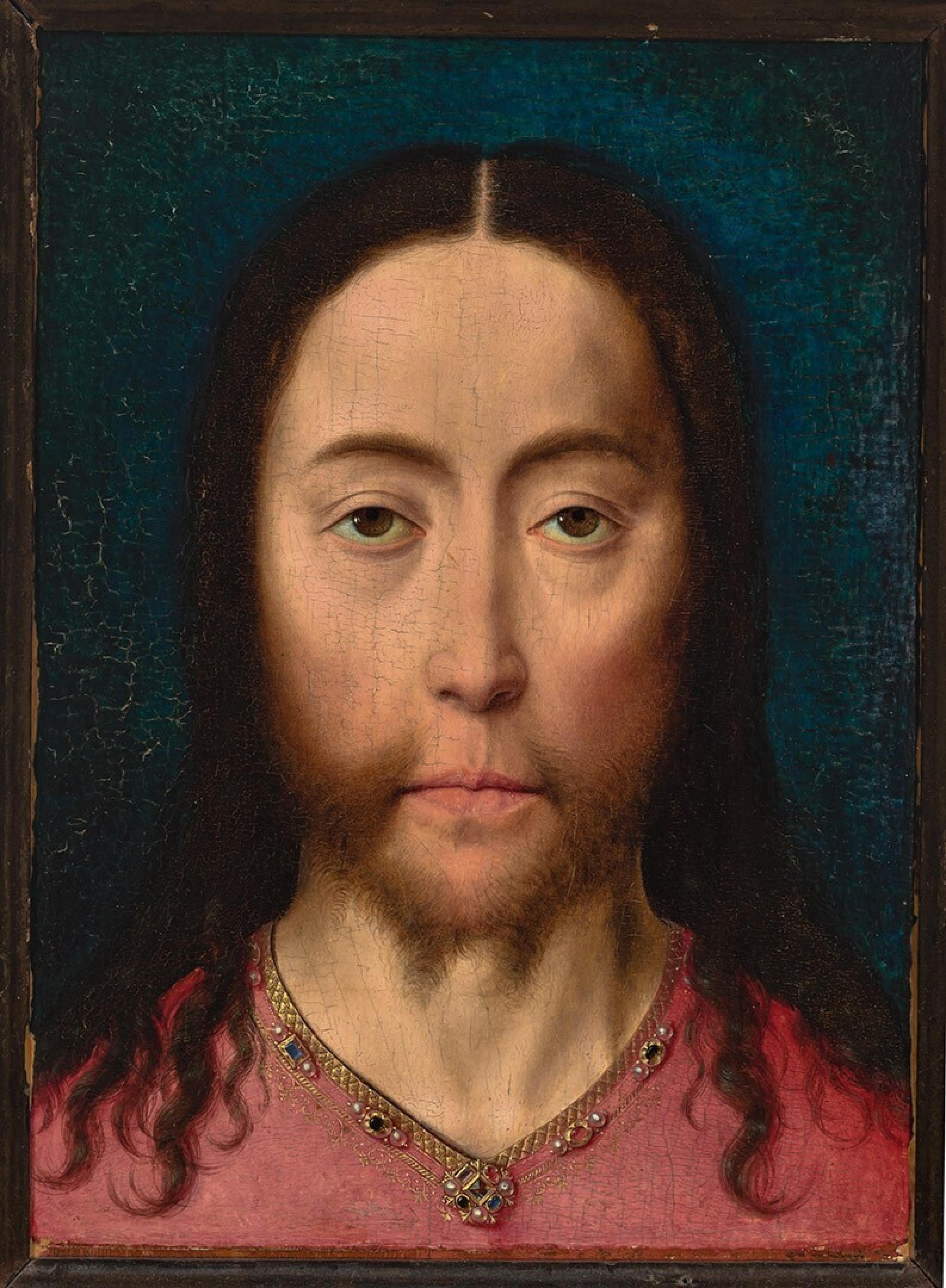
Een werk van Dirk Bouts, gebaseerd op de beschrijving in de brief

De brief van Lentulus is een brief aan de Romeinse senaat van een Romeinse functionaris die geleefd zou hebben in de periode van Jezus. De auteur van de brief wordt geïdentificeerd als Lentulus die de gouverneur van Judea zou zijn en een directe voorganger van Pontius Pilatus. In de brief wordt Jezus beschreven als een krachtig persoon die door de heidenen de profeet van de waarheid wordt genoemd en door zijn leerlingen de Zoon van God. Hij wekt doden op en geneest ziekten. De brief vervolgt met een beschrijving van het uiterlijk en een aantal fysieke kenmerken van Jezus. Dat wordt ook in zeer positieve termen verwoord. 
De tekst van deze brief werd een onderdeel van de Vita Christi (Leven van Christus), het belangrijkste werk van Ludophus van Saksen (1295-1378). De eerste gedrukte uitgave van de brief was een onderdeel van een gedrukte versie van dit werk in 1474. Daarna verscheen het in 1491 in druk bij een uitgave van het werk van de in 1109 overleden Anselmus van Canterbury. Een manuscript uit Jena bevat een colofon met de mededeling dat de brief in 1421 was gevonden door Giacomo Colonna als deel van een document dat vanuit Constantinopel naar Rome was gezonden. In de vijftiende en zestiende eeuw verschijnen er enkele tientallen versies van de brief. De Duitse theoloog Ernst von Dobschütz (1870-1934) wist ruim 75 versies van de brief te achterhalen. Tot begin negentiende eeuw werd de brief in theologische kring als authentiek beschouwd.  
Er is geen gouverneur of procurator bekend met de naam Lentulus. Er komt in de Res gestae divi Augusti wel een consul voor met de naam Publius Lentulus in de periode van Tiberius. Iedere Romeinse overheidsfunctionaris zou echter in deze periode een brief altijd aan de keizer en nooit aan de senaat geschreven hebben. Een Romeinse functionaris zou Jezus ook nooit Christus hebben genoemd en zou onderwerpen als Zoon van God en profeten niet hebben genoemd.  
Feitelijk is de brief in de Late Middeleeuwen geschreven, mogelijk om de politieke status van de familie Colonna te versterken en een zekere standaard te zetten ten aanzien van de iconografie van de verschijning van Jezus. In de vijftiende en zestiende eeuw had de beschrijving in de brief ook aanzienlijke gevolgen. De beschrijving  in de brief vormde de basis voor vele afbeeldingen van Jezus in met name Duitsland en de Nederlanden.   

## Tekst van de brief
'Lentulus, de gouverneur van de inwoners van Jeruzalem aan de Romeinse senaat, Gegroet.  
In onze tijden verscheen - en hij is er nog steeds - een man van grote kracht, Jezus Christus genaamd. Hij wordt door de heidenen profeet van de waarheid genoemd en door zijn leerlingen Zoon van God. Hij wekt doden op en geneest ziekten. Het is een man van gemiddelde lengte, slank en knap met een eerbiedwaardig uiterlijk. Wie het zien houden ervan en hebben er eerbied voor. Zijn haar heeft de tint van een nog niet geheel rijpe hazelnoot, glad tot bij de oren maar vanaf de oren met krullende lokken, iets donkerder en nog glanzender en over de schouders vallend met een scheiding in het midden in overeenstemming met de mode bij Nazareren. Zijn voorhoofd is glad en kalm met een gezicht zonder rimpels of vlekken. De rossige kleur maakt het schoon. Neus en mond zijn geheel onberispelijk. Hij heeft een volle baard in de kleur van zijn haar, niet lang maar enigszins gevorkt bij de kin. Zijn uitdrukking is eenvoudig en volwassen, grijze ogen, schitterend en helder, maar schrikwekkend als Hij kwaad is en beminnelijk als Hij raad geeft; vrolijk, maar altijd ernstig. Hij heeft soms gehuild maar nooit gelachen. Zijn gestalte is lang en statig met handen en armen die mooi zijn om naar te kijken. Hij spreekt ernstig, ingehouden en bescheiden, fraaier dan de mensenkinderen'.   